# یوکی نیناگاوا
یوکی نیناگاوا (انگلیسی: Yuki Ninagawa؛ زادهٔ ۱۸ اوت ۱۹۶۰) یک هنرپیشه اهل ژاپن است. 